# Orljava
Orljava – rzeka w Chorwacji, dopływ Sawy. Jej długość wynosi 89 km.
Płynie przez Slawonię. Powierzchnia jej dorzecza wynosi 1493,8 km². Wypływa na zboczach Psunju. Następnie płynie przez Kotlinę Pożeską. Leżą nad nią m.in.: Požega, Brestovac i Lužani. Jej głównymi dopływami są Brzaja, Emovački potok, Glogovac, Vetovka, Borinovac i Londža. Jej dolny bieg jest uregulowany. Do Sawy wpada nieopodal Slavonskiego Kobaša.